# E3 Harelbeke 2010
La 53ª edición de la E3 Prijs Vlaanderen se disputó el 27 de marzo de 2010, sobre un trazado de 203 km, con inicio y final en Harelbeke. El recorrido incluyó 13 cotas.
Formó parte del UCI Europe Tour 2009-2010, siendo la última vez que se incluye en dicho calendario para pasar a formar parte de la máxima categoría mundial al año siguiente.

## Equipos participantes
Participaron 25 equipos: 13 de categoría UCI ProTeam; más 9 de categoría Profesional Continental mediante invitación de la organización (Acqua & Sapone-D’Angelo & Antenucci, Cofidis, le Crédit en Ligne, Bbox Bouygues Télécom, BMC Racing Team, Cervélo TestTeam, Skil-Shimano, Topsport Vlaanderen-Mercator, Vacansoleil y Xacobeo-Galicia) y más 3 de categoría Continental (An Post-Sean Kelly, Landbouwkrediet y Veranda’s Willems-Accent).
| ProTeams (12)- AG2R La Mondiale - La Française des jeux - Lampre-Farnese Vini - Euskaltel-Euskadi - Footon-Servetto - Omega Pharma-Lotto - Quick Step - Rabobank - Team RadioShack - Saxo Bank - Sky - Katusha Equipos continentales profesionales (10)- Cofidis, le Crédit en Ligne - Landbouwkrediet - Acqua & Sapone-D’Angelo & Antenucci - Bbox Bouygues Télécom - BMC Racing Team - Cervélo TestTeam - Skil-Shimano - Topsport Vlaanderen-Mercator - Vacansoleil - Xacobeo-Galicia Equipos continentales (2)- An Post-Sean Kelly - Verandas Willems |
| |

## Clasificación final
- Las clasificaciones finalizaron de la siguiente forma:[1]

| \| Clasificación general \| Clasificación general \| Clasificación general \| Clasificación general \| Clasificación general \| \| Ciclista \| Ciclista \| Equipo \| Tiempo \| \| \| --------------------- \| --------------------- \| ---------------------------- \| --------------------- \| --------------------- \| \| 1.º \| Fabian Cancellara \| Saxo Bank \| 4 h 44 min 34 s \| \| \| 2.º \| Tom Boonen \| Quick Step \| + 3 s \| \| \| 3.º \| Juan Antonio Flecha \| Team Sky \| + 3 s \| \| \| 4.º \| Filippo Pozzato \| Katusha \| + 50 s \| \| \| 5.º \| Lars Boom \| Rabobank \| + 50 s \| \| \| 6.º \| Sebastian Langeveld \| Rabobank \| + 50 s \| \| \| 7.º \| Björn Leukemans \| Vacansoleil \| + 50 s \| \| \| 8.º \| Paul Martens \| Rabobank \| + 50 s \| \| \| 9.º \| Marco Marcato \| Vacansoleil \| + 58 s \| \| \| 10.º \| Fabio Felline \| Footon-Servetto \| + 3 min 16 s \| \| \| 11.º \| William Bonnet \| BBox Bouygues Telecom \| + 3 min 16 s \| \| \| 12.º \| Matthieu Ladagnous \| La Française des jeux \| + 3 min 16 s \| \| \| 13.º \| Lloyd Mondory \| AG2R La Mondiale \| + 3 min 16 s \| \| \| 14.º \| Maarten Wynants \| Quick Step \| + 3 min 16 s \| \| \| 15.º \| Pieter Jacobs \| Topsport Vlaanderen-Mercator \| + 3 min 16 s \| \| \| 16.º \| Grégory Rast \| Team RadioShack \| + 3 min 16 s \| \| \| 17.º \| David García Dapena \| Xacobeo Galicia \| + 3 min 16 s \| \| \| 18.º \| Danilo Hondo \| Lampre-Farnese Vini \| + 3 min 16 s \| \| \| 19.º \| Sébastien Hinault \| AG2R La Mondiale \| + 3 min 16 s \| \| \| 20.º \| Bert De Waele \| Landbouwkrediet \| + 3 min 16 s \| \| |                     |                              |                 |
| |                     |                              |                 |
| |                     |                              |                 |
| Clasificación general |                     |                              |                 |
| Ciclista | Ciclista            | Equipo                       | Tiempo          |
| 1.º | Fabian Cancellara   | Saxo Bank                    | 4 h 44 min 34 s |
| 2.º | Tom Boonen          | Quick Step                   | + 3 s           |
| 3.º | Juan Antonio Flecha | Team Sky                     | + 3 s           |
| 4.º | Filippo Pozzato     | Katusha                      | + 50 s          |
| 5.º | Lars Boom           | Rabobank                     | + 50 s          |
| 6.º | Sebastian Langeveld | Rabobank                     | + 50 s          |
| 7.º | Björn Leukemans     | Vacansoleil                  | + 50 s          |
| 8.º | Paul Martens        | Rabobank                     | + 50 s          |
| 9.º | Marco Marcato       | Vacansoleil                  | + 58 s          |
| 10.º | Fabio Felline       | Footon-Servetto              | + 3 min 16 s    |
| 11.º | William Bonnet      | BBox Bouygues Telecom        | + 3 min 16 s    |
| 12.º | Matthieu Ladagnous  | La Française des jeux        | + 3 min 16 s    |
| 13.º | Lloyd Mondory       | AG2R La Mondiale             | + 3 min 16 s    |
| 14.º | Maarten Wynants     | Quick Step                   | + 3 min 16 s    |
| 15.º | Pieter Jacobs       | Topsport Vlaanderen-Mercator | + 3 min 16 s    |
| 16.º | Grégory Rast        | Team RadioShack              | + 3 min 16 s    |
| 17.º | David García Dapena | Xacobeo Galicia              | + 3 min 16 s    |
| 18.º | Danilo Hondo        | Lampre-Farnese Vini          | + 3 min 16 s    |
| 19.º | Sébastien Hinault   | AG2R La Mondiale             | + 3 min 16 s    |
| 20.º | Bert De Waele       | Landbouwkrediet              | + 3 min 16 s    |